# Gustav Köpke
Georg Gustav Samuel Köpke (* 4. Oktober 1773 in Medow; † 28. Juni 1837 in Berlin) war ein deutscher Pädagoge, Philologe und Theologe, Direktor des Gymnasiums zum Grauen Kloster in Berlin und 1830–1832 einer der Lehrer Otto von Bismarcks.

## Leben
Gustav Köpke war der Sohn des evangelischen Pfarrers Samuel Anastasius Christoph Köpcke in Medow bei Anklam, und der Johanne Salome, geb. Hasselbach. Er besuchte die Lateinschule in Anklam und ab 1788 das Joachimsthalsche Gymnasium in Berlin. 1791 ging er an die Universität Halle um Theologie zu studieren. Seine finanziellen Mittel reichten jedoch nur für zwei Studienjahre und den Besuch eines philologischen Collegs bei Friedrich August Wolf. Obwohl sich sein Interesse von der Theologie zur Philologie verlagert hatte, machte er, um seinen Vater zufrieden zu stellen, vor der Glaubenskommission in Stettin das Examen pro licentia concionandi. 
Vermittelt durch Johann Heinrich Ludwig Meierotto wurde er durch Friedrich Gedike in das pädagogische Seminar für gelehrte Schulen aufgenommen. Ab 1793 lehrte er an der Köllnischen Schule, die zu dieser Zeit dem Gymnasium zum Grauen Kloster angeschlossen war. 1797 wurde er auf Vorschlag Gedikes zum neunten ordentlichen Lehrer am Grauen Kloster gewählt und von der geistlichen „Immediat-Examinations-Commission“ nach einer Prüfung als „Collaborator“ bestätigt.
An der Universität Halle wurde er am 9. Mai 1798 zum Doktor der Philosophie promoviert. Am 6. September 1800 wurde er zum ordentlichen Professor und Prorektor der Berlin- und Köllnischen Schulen ernannt. Damit verbesserten sich in den folgenden Jahren seine Einkommensverhältnisse, so dass er es nicht mehr nötig hatte, Privatunterricht zu erteilen und Zeitungsartikel zu verfassen. Von 1810 bis 1828 lehrte er an der neugegründeten Allgemeinen Kriegsschule deutsche Sprache, ab 1816 auch Geschichte alter und neuer Literatur. Während der Befreiungskriege führte er als Hauptmann eine Komponie des Landsturms.
In den Jahren 1816/1817 gehörte er der wissenschaftlichen Kommission beim Konsistorium in Berlin für Pädagogik an. Am 1. Juni 1821 wurde er zum Mitdirektor „cum spe succendi“ des Gymnasiums zum Grauen Kloster berufen. Er wurde 1824 Mitglied und war 1826 bis 1831 Direktor der königlichen wissenschaftlichen Prüfungskommission für Geschichte und Geographie. Die Universität Heidelberg promovierte ihn am 8. Dezember 1827 zum Doktor der Theologie, was die Voraussetzung für das alleinige Direktorat am Gymnasium zum Grauen Kloster war, das er am 6. Oktober 1828 übernahm. 
1831 wurde er mit dem Roten Adlerorden 3. Klasse ausgezeichnet, zu dem ihm 1835 die Schleife verliehen wurde. Er starb 1837 nach kurzer Krankheit, sein Grab befand sich auf dem St.-Marien- und St.-Nikolai-Friedhof I im Ortsteil Prenzlauer Berg.

## Familie
Gustav Köpke heiratete am 5. August 1802 Henriette Rohleder († 9. Januar 1835), Tochter eines Superintendenten. Von ihren fünf Kindern überlebten zwei Söhne und zwei Töchter die Eltern. Der eine Sohn, Gustav Anton Heinrich Köpke (1805–1859), war Geheimer Justizrat, Oberauditeur und Musiker; der andere, Ernst Siegfried (1813–1883) wirkte als Pädagoge. Seine Tochter Emilie Antigone (* 26. Mai 1803; † 10. Januar 1871) war mit Leopold von Caprivi (1797–1865) verheiratet.

## Werke
- Ueber das Kriegswesen der Griechen im heroischen Zeitalter. Nebst  einem Anhange, welcher die vornehmsten taktischen Erfindungen der nachhomerischen Zeiten enthält, Berlin 1807.

- Ueber die Frage: Soll der Griechische Sprachunterricht dem Lateinischen auf unsern gelehrten Schulen vorangehn; oder umgekehrt? In: Archiv deutscher Nationalbildung 1, H. 4, 1812, S. 485–508 (Digitalisat).
- De Statu Et Condicione Christianorum Sub Imperatoribus Romanis Alterius Post Christum Seculi. Dissertatio Inauguralis, Berlin 1828, 50 S. (= Theol. Dissertation, Heidelberg 1828; auch abgedruckt: Programm des Berlinischen Gymnasiums zum grauen Kloster, Berlin 1828).